# Zea Mays (banda)
Zea Mays es un grupo musical de rock surgido en Bilbao en 1997. Su nombre es el nombre científico del maíz.

## Miembros
- Asier Basabe (batería)
- Rubén González (bajo)
- Iñaki Imaz (guitarra)
- Aiora Renteria (cantante)

## Historia
En el verano de 1997 grabaron 7 temas para una maqueta, con la que ganaron el Concurso de Maquetas Juveniles del País Vasco ese mismo año. El premio les dio un gran impulso y gracias a ello programaron varios conciertos en todo el País Vasco. En 1998, fueron considerada la mejor banda vasca en el concurso de pop-rock de Bilbao.
En septiembre de 1998, grabaron su primer álbum, el homónimo Zea Mays. Según la revista Mondo Sonoro, fue uno de los 10 mejores discos del País Vasco de ese año. Después de una gran cantidad de conciertos, en marzo de 2000 lanzaron su segundo álbum: Elektrizitatea. Fue el mejor del País Vasco de ese año, otra vez según Mondo Sonoro. En septiembre del mismo año comenzaron una gira por Holanda.
En julio de 2002 grabaron su tercer álbum: Harrobian, esta vez con el sello discográfico Gaztelupeko Hotsak. Justo antes habían grabado una versión del tema Kantuz de Mikel Laboa. En el verano de 2003 hicieron otra gira por Europa: Alemania y Países Bajos. Durante este año, hubo numerosos conciertos en el País Vasco. Fueron a Festimad en 2004 y después de eso se retiraron a grabar un nuevo álbum.
En marzo de 2005 se lanzó Sortuz, grabitatearen aurka. Considerado un gran éxito, el grupo se convirtió en uno de las bandas líder en el País Vasco. En diciembre de 2006, colaboraron en el álbum colectivo 18/98+ Auzolanean con el tema Astero, ostera hastera.
En 2007, ya con diez años de experiencia, se lanzó el nuevo trabajo Morphina, que incluyó un DVD con vídeos de conciertos de toda una década. En 2010, Era vio la luz. En palabras de la propia banda, el más bailable de todos los trabajos, más directo y más positivo. Luego hubo otros dos álbumes, Da y Harro.
Su carrera de 20 años en 2017 ha sido compilada con las mejores canciones en Zea Mays 20 urte.

## Discografía
- Zea Mays (1998)
- Elektrizitatea (2000)
- Harrobian (2002)
- Sortuz, grabitatearen aurka (2005)
- Morphina (2007)
- Era (2011)
- Da (2013, autoeditado)
- Harro (2016)
- 20 urte (2017)
- Atera (2019)
- Adore, Kemena, Kuraia (2022)